# Frank Runyeon
Frank Runyeon (ur. 23 sierpnia 1953 roku w Cleveland, w stanie Ohio) – amerykański aktor telewizyjny.
Żonaty z Annie. Mają troje dzieci. 

## Wybrana filmografia

### Seriale TV
- 1980-87: As the World Turns jako Steve Andropoulos
- 1988-91: Santa Barbara jako ks. Michael Donnelly
- 1990: Falcon Crest jako Jovan Dmytryk
- 1992: Szpital miejski (General Hospital) jako Simon Romero
- 1992: Prawnicy z Miasta Aniołów
- 1994: Inny świat (Another World)
- 1996: Melrose Place jako ksiądz
- 2008-2009: Wszystkie moje dzieci (All My Children) jako Forrest Williams